# PLGRKT
PLGRKT (англ. Plasminogen receptor with a C-terminal lysine) – білок, який кодується однойменним геном, розташованим у людей на 9-й хромосомі. Довжина поліпептидного ланцюга білка становить 147 амінокислот, а молекулярна маса — 17 201.
| 10         |  | 20         |  | 30         |  | 40         |  | 50         |
| ---------- |  | ---------- |  | ---------- |  | ---------- |  | ---------- |
| MGFIFSKSMN |  | ESMKNQKEFM |  | LMNARLQLER |  | QLIMQSEMRE |  | RQMAMQIAWS |
| REFLKYFGTF |  | FGLAAISLTA |  | GAIKKKKPAF |  | LVPIVPLSFI |  | LTYQYDLGYG |
| TLLERMKGEA |  | EDILETEKSK |  | LQLPRGMITF |  | ESIEKARKEQ |  | SRFFIDK    |

A: Аланін

D: Аспарагінова кислота

E: Глутамінова кислота

F: Фенілаланін

G: Гліцин

I: Ізолейцин

K: Лізин

L: Лейцин

M: Метіонін

N: Аспарагін

P: Пролін

Q: Глутамін

R: Аргінін

S: Серин

T: Треонін

V: Валін

W: Триптофан

Задіяний у таких біологічних процесах, як запальна відповідь, активація плазміногену, хемотаксис. 
Локалізований у клітинній мембрані, мембрані.